# Arnicastrum
Arnicastrum é um género botânico pertencente à família Asteraceae.